# 810 км (зупинний пункт)
810 кіломе́тр — пасажирський залізничний зупинний пункт Шевченківської дирекції Одеської залізниці.
Розташований неподалік від села Писарщина, Гребінківський район Полтавської області на лінії Оржиця — Золотоноша I між станціями Гребінка (10 км) та Драбове-Барятинське (12 км).
На платформі зупиняються приміські поїзди.